# Lista över Sveriges damlandskamper i volleyboll (1992-1997)
Denna artikel listar Sveriges damlandskamper i volleyboll åren 1992–1997.

## 1992
| Datum        | År   | Spelort | Match            | Resultat | Övrigt              | Källor |
| ------------ | ---- | ------- | ---------------- | -------- | ------------------- | ------ |
| 16 maj       | 1992 |         | Sverige-Finland  | 3-1      |                     | [ 1 ]  |
| 17 maj       | 1992 |         | Sverige-Finland  | 1-3      |                     | [ 1 ]  |
| 28 maj       | 1992 | Turkiet | Sverige-Polen    | 0-3      | Spring Cup          | [ 1 ]  |
| 29 maj       | 1992 | Turkiet | Sverige-Tyskland | 0-3      | Spring Cup          | [ 1 ]  |
| 1 juni       | 1992 | Turkiet | Sverige-Danmark  | 3-1      | Spring Cup          | [ 1 ]  |
| 2 juni       | 1992 | Turkiet | Sverige-Israel   | 3-1      | Spring Cup          | [ 1 ]  |
| 30 juli      | 1992 | Tierp   | Sverige-Schweiz  | 1-3      | Landskamp           | [ 1 ]  |
| 27 augusti   | 1992 | Kanada  | Sverige-Kanada   | 0-3      | Landskamp           | [ 1 ]  |
| 29 augusti   | 1992 | Kanada  | Sverige-Kanada   | 0-3      | Landskamp           | [ 1 ]  |
| 11 september | 1992 | Danmark | Sverige-Norge    | 0-3      | Nordiska mästerskap | [ 1 ]  |
| 12 september | 1992 | Danmark | Sverige-Finland  | 1-3      | Nordiska mästerskap | [ 1 ]  |
| 13 september | 1992 | Danmark | Sverige-Danmark  | 3-1      | Nordiska mästerskap | [ 1 ]  |

## 1993
| Datum    | År   | Spelort   | Match           | Resultat | Övrigt    | Källor |
| -------- | ---- | --------- | --------------- | -------- | --------- | ------ |
| 11 april | 1993 | Danmark   | Sverige-Danmark | 3-2      | Landskamp | [ 1 ]  |
| 12 april | 1993 | Danmark   | Sverige-Danmark | 3-2      | Landskamp | [ 1 ]  |
| 17 april | 1993 | Stockholm | Sverige-Finland | 1-3      | EM-kval   | [ 1 ]  |
| 24 april | 1993 | Jönköping | Sverige-Israel  | 3-1      | EM-kval   | [ 1 ]  |
| 1 maj    | 1993 | Luleå     | Sverige-Ukraina | 0-3      | EM-kval   | [ 1 ]  |
| 5 maj    | 1993 | Ukraina   | Sverige-Ukraina | 0-3      | EM-kval   | [ 1 ]  |
| 16 maj   | 1993 | Finland   | Sverige-Finland | 0-3      | EM-kval   | [ 1 ]  |
| 16 maj   | 1993 | Israel    | Sverige-Israel  | 2-3      | EM-kval   | [ 1 ]  |

## 1994
| Datum        | År   | Spelort | Match           | Resultat | Övrigt              | Källor |
| ------------ | ---- | ------- | --------------- | -------- | ------------------- | ------ |
| 9 september  | 1994 | Sverige | Sverige-Norge   | 0-3      | Nordiska mästerskap | [ 1 ]  |
| 10 september | 1994 | Sverige | Sverige-Danmark | 2-3      | Nordiska mästerskap | [ 1 ]  |
| 11 september | 1994 | Sverige | Sverige-Finland | 0-3      | Nordiska mästerskap | [ 1 ]  |

## 1995
| Datum    | År   | Spelort | Match           | Resultat | Övrigt    | Källor |
| -------- | ---- | ------- | --------------- | -------- | --------- | ------ |
| 16 april | 1995 | Danmark | Sverige-Danmark | 1-3      | Landskamp | [ 1 ]  |
| 17 april | 1995 | Danmark | Sverige-Danmark | 3-2      | Landskamp | [ 1 ]  |
| 6 maj    | 1995 | Sverige | Sverige-Danmark | 3-2      | Landskamp | [ 1 ]  |
| 8 maj    | 1995 | Sverige | Sverige-Danmark | 3-0      | Landskamp | [ 1 ]  |

## 1996
| Datum        | År   | Spelort            | Match            | Resultat | Övrigt              | Källor |
| ------------ | ---- | ------------------ | ---------------- | -------- | ------------------- | ------ |
| 5 januari    | 1996 | Norge              | Sverige-Ryssland | 0-3      | 4-Nationers         | [ 1 ]  |
| 6 januari    | 1996 | Norge              | Sverige-Norge    | 3-2      | 4-Nationers         | [ 1 ]  |
| 13 september | 1996 | Fredrikstad, Norge | Sverige-Danmark  | 3-2      | Nordiska mästerskap | [ 1 ]  |
| 14 september | 1996 | Fredrikstad, Norge | Sverige-Finland  | 3-0      | Nordiska mästerskap | [ 1 ]  |
| 15 september | 1996 | Fredrikstad, Norge | Sverige-Norge    | 3-0      | Nordiska mästerskap | [ 1 ]  |

## 1997
| Datum       | År   | Spelort              | Match                | Resultat | Övrigt     | Källor |
| ----------- | ---- | -------------------- | -------------------- | -------- | ---------- | ------ |
| 20 april    | 1997 | Bielsko-Biala, Polen | Sverige-Tjeckien     | 1-3      | Spring Cup | [ 1 ]  |
| 21 april    | 1997 | Bielsko-Biala, Polen | Sverige-Danmark      | 3-0      | Spring Cup | [ 1 ]  |
| 22 april    | 1997 | Bielsko-Biala, Polen | Sverige-Slovenien    | 3-1      | Spring Cup | [ 1 ]  |
| 24 april    | 1997 | Bielsko-Biala, Polen | Sverige-Azerbajdzjan | 0-3      | Spring Cup | [ 1 ]  |
| 25 april    | 1997 | Bielsko-Biala, Polen | Sverige-Kroatien     | 3-1      | Spring Cup | [ 1 ]  |
| 26 april    | 1997 | Bielsko-Biala, Polen | Sverige-Tjeckien     | 0-3      | Spring Cup | [ 1 ]  |
| 13 augusti  | 1997 | Skellefteå           | Sverige-Japan        | 1-3      | Landskamp  | [ 1 ]  |
| 17 december | 1997 | Århus, Danmark       | Sverige-Danmark      | 3-1      | EM-kval    | [ 1 ]  |
| 28 december | 1997 | Stockholm            | Sverige-Schweiz      | 3-0      | EM-kval    | [ 1 ]  |